# Ariane Labonté
Ariane Labonté, née à Mont-Saint-Hilaire, est une conteuse, marionnettiste et musicienne québécoise,.

## Biographie
Ariane Labonté possède un diplôme d'études collégiales en guitare classique ainsi qu'un baccalauréat en création littéraire de l'Université du Québec à Montréal,. À l'université, elle suit également des cours de marionnette et d'écologie, deux passions desquelles s'inspirent ses contes et ses animations ; son spectacle Drôles d'oiseaux, destiné aux enfants, mélange d'ailleurs jeux de mots, philosophie, ornithologie, botanique et écologie. À ses contes, elle ajoute aussi slam, poésie, musique, théâtre d'ombres, marionnettes et cirque. Son style engagé est souvent comparé à celui de Sol, qui l'inspire depuis son plus jeune âge,,.
Depuis 2005, elle s'est produite plus de 800 fois dans le cadre d'ateliers, de formations, de festivals ou d'événements, tels qu'au Festival Contes en Chaises Longues, aux Francofolies de Montréal, à la Place des Arts, au théâtre Outremont, aux Dimanches du contes, au Sergent Recruteur, au Rendez-vous des Grandes Gueules, au Festival Mémoire & Racines, et bien d'autres,,.

## Œuvres

### Collaborations
- Contes verts pour une planète bleue, sous la direction de Thierry Pardo, Québec, Les Éditions Michel Brûlé, 2009, 120 p.  (ISBN 9782894854495 et 2894854498).
- Nouvelle vague, contes contemporains, sous la direction artistique de Céline Jantet, Montréal, Planète rebelle, 2018, 152 p.  (ISBN 978-2-924797-15-0).

## Prix et honneurs
- 2006 : travail reconnu et appuyé par le Conseil des Arts du Canada[1]
- 2010 : travail reconnu et appuyé par Culture Montérégie[1]
- 2012 : travail reconnu et appuyé par Culture Montérégie[1]
- 2012 : travail reconnu et appuyé par le Conseil des arts et des lettres du Québec[1]
- 2016 : travail reconnu et appuyé par le Conseil des arts et des lettres du Québec[1]
- 2018 : travail reconnu et appuyé par le Conseil des arts et des lettres du Québec[1]
- 2020 : travail reconnu et appuyé par Culture Montérégie[1]